# リャシド・ベフブドフ
リャシド・ベフブドフ（アゼルバイジャン語: Rəşid Məcid oğlu Behbudov、ロシア語: Раши́д Меджи́д оглы Бейбу́тов、1915年12月14日 - 1989年10月5日）は、アゼルバイジャンの歌手、俳優である。また、1966年から1989年までは、ソビエト連邦最高会議の代議員でした (ナヒチェヴァン自治ソビエト社会主義共和国)。ロシア語風に、ラシド・ベイブドフ、ラシド・ベフブドフと表記される場合もある。
1915年12月14日、ティフリス (トビリシ) に生まれる。
1959年には、ソ連人民芸術家の称号を授与された。
1989年10月25日、ロシアのモスクワで死亡。